# Вибо-Валентия (провинция)
Вибо-Валентия (итал. Provincia di Vibo Valentia) — провинция в Италии, в регионе Калабрия.

## Физико-географическая характеристика
Провинция находится на берегу Тирренского моря и граничит с провинциями Катандзаро на севере и Реджо-Калабрия на юге. Береговая линия протянулась от залива Сент-Эфемия (Sant' Eufemia) на севере до залива Джоя-Тауро (Gioia Tauro) на юге, её длина составляет 75 км. В хорошую погоду с берега можно увидеть Липарские острова и вулкан Этна на Сицилии. От песчаных пляжей начинаются скалы, за которыми следуют покрытые лесами горы Серре.
Столицей провинции является Вибо-Валентия.

## История
Провинция была образована в 1996 году, отделившись от провинции Катандзаро(по другим данным отделение произошло в 1992 году). Исторически на территории провинции до 192 года н. э. была расположена греческая колония Иппонион (Hypponion).

## Население
На 1 январе 2014 года по данным национального института статистики население провинции составляло 163,382 человек, из них женщин — 82,957, мужчин — 80,425.
В провинции находится 50 населённых пунктов:
- Аккуаро
- Арена
- Бриатико
- Броньятуро
- Валлелонга
- Ваццано
- Вибо-Валентия
- Даза
- Джерокарне
- Дзамброне
- Дзунгри
- Динами
- Драпия
- Йонади
- Йопполо
- Капистрано
- Лимбади
- Майерато
- Милето
- Монджана
- Монтероссо-Калабро
- Нардодипаче
- Никотера
- Паргелия
- Пиццо
- Пиццони
- Полия
- Рикади
- Ромбьоло
- Сан-Грегорио-д’Иппона
- Сан-Калоджеро
- Сан-Костантино-Калабро
- Сан-Никола-да-Крисса
- Сант’Онофрио
- Серра-Сан-Бруно
- Симбарио
- Сорианелло
- Сориано-Калабро
- Спадола
- Спилинга
- Стефанакони
- Тропеа
- Фабриция
- Филадельфия
- Филандари
- Филогазо
- Франкавилла-Анджитола
- Франчика
- Цакканополи
- Чессанити

## Экономика
Жители плато Поро заняты в сельском хозяйстве, здесь выращивают оливковые деревья, лимоны и апельсины.

## Культура
Типичные города побережья представляют собой постройки, расположенные на разных уровнях скалы и обращённые фасадом к морю. В провинции расположено несколько исторических достопримечательностей: арагонский замок в Пиццо, построенный в XV веке, норманский замок в Вибо-Валентия, построенный в XI веке. В настоящее время в замке располагается археологический музей, в котором представлены ценные экспонаты греческого периода включая Laminetta Aurea.
Одним из основных туристических центров является Тропеа.